# Euporismus albatrox
Euporismus albatrox is een insect uit de familie watergaasvliegen (Osmylidae), die tot de orde netvleugeligen (Neuroptera) behoort. 
Euporismus albatrox is voor het eerst wetenschappelijk beschreven door Tillyard in 1916. De soort komt voor in het oosten van Australië.